# Debra Blee
Debra Blee (* 8. Juni 1958 im Orange County, Kalifornien) ist eine US-amerikanische ehemalige Schauspielerin.

## Leben
Blee wurde am 8. Juni 1958 im kalifornischen Orange County geboren. Sie wuchs bei San Francisco auf. Erste Erfahrungen im Schauspiel sammelte sie als Teil der Schauspielgruppe Berkeley Repertory Group in Bühnenproduktionen wie Wait Until Dark, The Tavern und Room Service mitspielte. 1981 erfolgte der Umzug nach Los Angeles.
Sie debütierte 1982 in eine der Hauptrollen in dem recht freizügigen Film Beach Girls – Strandhasen. Im selben Jahr folgte außerdem eine Episodenrolle in der Fernsehserie T. J. Hooker. Im Folgejahr durfte sie in einer Episode der  Fernsehserie Love Boat mitwirken. 1984 übernahm sie eine Nebenrolle in Savage Street – Straße der Gewalt, 1985 übernahm sie die weibliche Hauptrolle der Cynthia Thursby im Actionfilm Sloane – Die Gewalt im Nacken. 1986 folgten Rollenbesetzungen in Hamburger – The Movie und The Bikini Shop sowie 1987 in Strandhasen II. Bevor sie sich aus dem Filmgeschäft zurückzog, wirkte sie 1995 in einer Episode der Fernsehserie General Hospital mit.
Heute lebt sie mit ihrem Mann und den zwei gemeinsamen Kindern in Albany.

## Filmografie
- 1982: Beach Girls – Strandhasen (The Beach Girls)
- 1982: T. J. Hooker (Fernsehserie, Episode 1x04)
- 1983: Love Boat (The Love Boat) (Fernsehserie, Episode 6x25)
- 1984: Savage Street – Straße der Gewalt (Savage Streets)
- 1985: Sloane – Die Gewalt im Nacken (Sloane)
- 1986: Hamburger – The Movie (Hamburger: The Motion Picture)
- 1986: The Bikini Shop (The Malibu Bikini Shop)
- 1987: Strandhasen II (Beach Fever)
- 1995: General Hospital (Fernsehserie)